# Atemlähmung
Als Atemlähmung wird ein Atemstillstand bezeichnet, der durch einen Stillstand der Atemtätigkeit ohne äußere Einwirkung oder Beeinträchtigung (wie angeatmete Fremdkörper, Druck auf den Brustkorb oder Strangulation) zustande kommt.
Je nachdem, ob das Atemzentrum betroffen ist oder nicht, spricht man von zentraler oder peripherer Atemlähmung:

## Zentrale Atemlähmung
Eine zentrale Atemlähmung wird durch eine Schädigung des Atemzentrums verursacht. Zu dieser kann es kommen durch
- Intoxikation (z. B. durch Barbiturate)
- Stromunfall[1]
- eine Arteria-basilaris-Thrombose
- Einblutung in den Hirnstamm
- einen Schub einer multiplen Sklerose; selten, bei zwei Prozent der Betroffenen, als Auftreten entzündlich/demyelinisierende Herde im Atemzentrum

## Periphere Atemlähmung
Eine periphere Atemlähmung entsteht durch einen Ausfall der Atemmuskulatur. Mögliche Ursachen sind
- Intoxikation wie vor allem der (überdosierte) Einsatz von Muskelrelaxantien beispielsweise im Rahmen einer Narkose
- Stromunfall[1][2]
- Myasthenia gravis pseudoparalytica
- Poliomyelitis
- Polyneuropathie
- Querschnittlähmungen oberhalb des Rückenmarksegments C4

Als akute Folge droht eine Minderversorgung des Gehirns mit Sauerstoff, bei kompletter Atemlähmung der Tod binnen Minuten. Als Sofortmaßnahme ist eine Atemspende als Maßnahme der Ersten Hilfe bzw. eine Beatmung, evtl. im Rahmen einer Reanimation, durchzuführen. Während einer Narkose geschieht dies als kontrollierte Beatmung unter Beachtung verschiedenster Vitalparameter.

## Trivia
Eine Halluzination oder Traum eines Atemstillstands kann in der Einschlaf- oder Aufwachphase eintreten, siehe dazu Schlafparalyse.